# RCTI

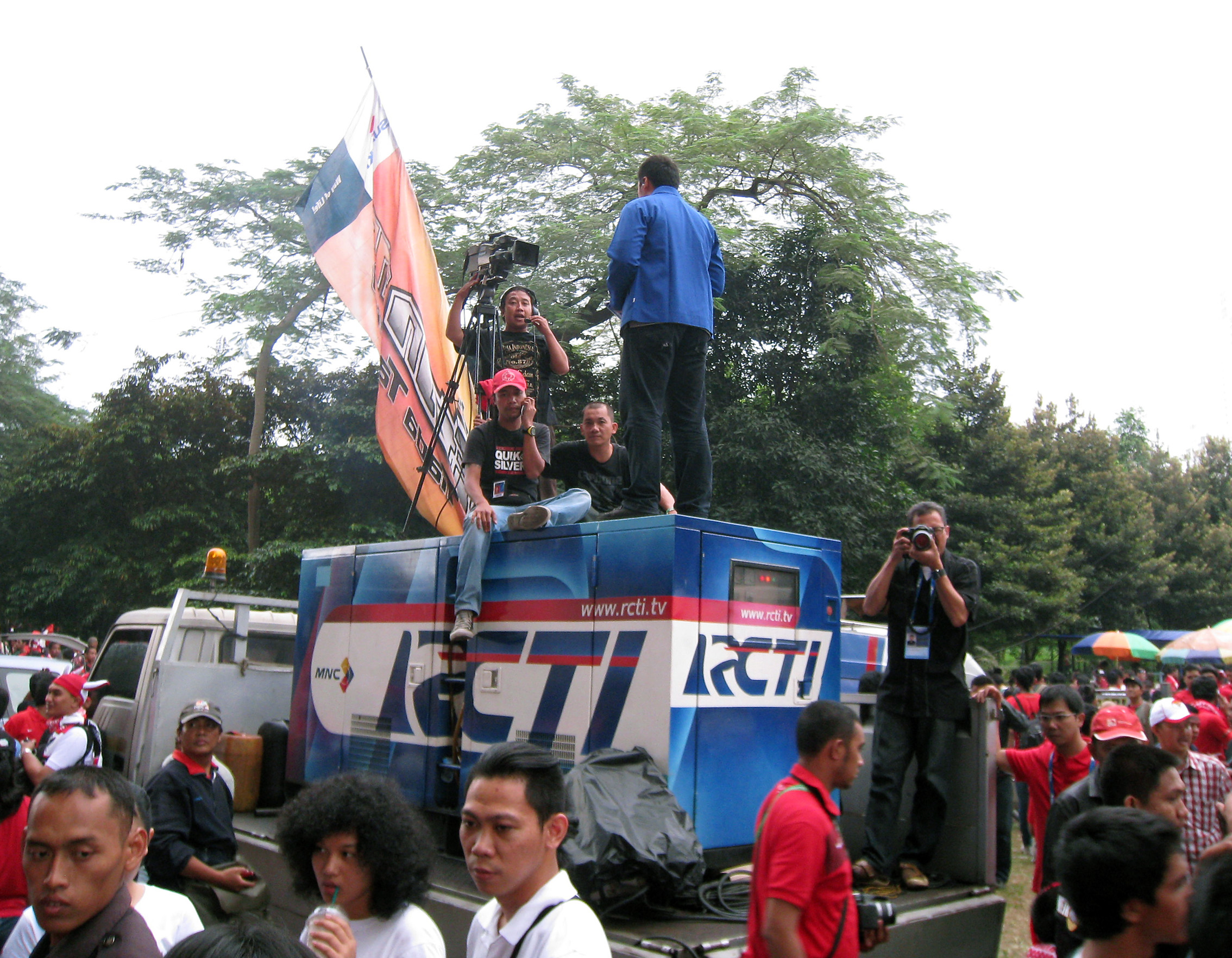
Unitat mòbil de la televisió índia.

RCTI (Rajawali Citra Televisi Indonesia) és una cadena de televisió indonesia gratuïta amb seu a Jakarta occidental. La seva programació consta de butlletins informatius, esdeveniments esportius i telenovel·les.